# Towé
Towé est un arrondissement du département de plateau au Bénin.

## Géographie
Towé est une division administrative sous la juridiction de la commune de Pobè,.

## Démographie
Selon le recensement de la population effectué par l'Institut National de la Statistique Bénin en 2013, Towé compte 22983 habitants pour une population masculine de 11050 contre 11933 femmes pour un ménage de3260.